# يورغ زيمارمان
يورغ زيمارمان (بالألمانية: Jörg Zimmermann)‏ هو دبلوماسي ألماني، ولد في 1944 في نويشتات أن در فاينشتراسه في ألمانيا.